# کاووو
کاووو (به لهستانی:  Kałów) یک روستا در لهستان است که در گمینا پوددنبیتسه واقع شده‌است.